# Chór Siemionowa
Chór Siemionowa (ros. Хор Семёнова) – rosyjski emigracyjny męski zespół wokalny w Polsce w latach 30. i na pocz. lat 40. XX wieku
Chór został utworzony w Warszawie w 1930 r. z inicjatywy urodzonego w Kijowie Grigorija (Jerzego) Siemionowa (tenor). W skład zespołu weszli Dmitrij Dubrowski (baryton), Aleksandr Puchalski (bas), Michaił Olchowoj (tenor) i Iwan Pietin-Burłak (tenor). Z chórem współpracował też inny śpiewak rosyjski Iwan Nikitin. Śpiewali oni głównie rosyjskie pieśni, ballady i romanse. Wiele utworów pochodziło z repertuaru znanego rosyjskiego śpiewaka emigracyjnego Piotra K. Leszczenki, stąd Jerzego Siemionowa nazywano „polskim Leszczenką”. Członkowie chóru występowali w warszawskiej restauracji „Narcyz” mieszczącej się na rogu ulic Kruczej i Żurawiej, a także w Winiarni Ziemiańskiej "Caveau Caucasien" w podziemiach Filharmonii. Część piosenek została zapisana na płytach gramofonowych wydanych przez firmy muzyczne „Lonora-Electro” i „Syrena-Electro”. Po osiągnięciu większej popularności zespół zaczął występować w innych miastach Polski (np. we Lwowie). W 1934 r. chór wziął udział w filmie „Hanka”, zaś w 1936 r. w filmie „Dodek na froncie”. Wiosną 1941 r. podczas okupacji niemieckiej zespół zakończył działalność wokalną ze względu na wyjazd Jerzego Siemionowa do ZSRR. Na bazie chóru powstał na krótko zespół wokalny „Bohema” z pozostałymi śpiewakami, który istniał do końca 1941 r.